# Damhnait
Damhnait ist ein weiblicher Vorname.

## Herkunft und Bedeutung
Der Name wird zumeist im Irischen verwendet und bedeutet Kitz. Er stammt vom Gälischen damh ((Rot-)Hirsch/Ochse), kombiniert mit einem Verkleinerungssuffix.

## Bekannte Namensträgerinnen
- Damhnait Doyle (* 1975), kanadische Sängerin